# Vuurtoren van Muckle Flugga
Muckle Flugga Lighthouse soms afgekort tot Muckle Flugga is een vuurtoren op Muckle Flugga een eiland dat tot de Schotse eilandengroep Shetland behoort. Origineel heette de vuurtoren North Unst Lighthouse maar die werd hernoemd in 1964, omdat het eiland een andere naam kreeg.
Oorspronkelijk was de vuurtoren bedoeld om schepen te behoeden voor onheil. Tijdens de Krimoorlog werd de vuurtoren voor het eerst ontstoken op 1 januari 1858. De toren heeft 103 treden en werd in maart 1995 volledig geautomatiseerd.
Robert Louis Stevensons vader ontwierp en bouwde de vuurtoren in 1854. De schrijver bezocht de vuurtoren vaak in zijn jeugd. Als gevolg hiervan werd Unst zijn inspiratie voor de kaart van 'Schateiland'. De vuurtoren werd bevoorraad door de Grace Darling, die te water werd gelaten vanaf het boothuis onder het voorraadstation in Burrafirth. De vuurtoren werd ook gebruikt als locatie voor de Britse oorlogskomedie "Back-Room Boy".
De vuurtoren is de meest noordelijk gelegen vuurtoren van Groot-Brittannië.